# Mistrzostwa Europy w Zapasach 2007
62. Mistrzostwa Europy w zapasach odbywały się w dniach 17-22 kwietnia 2007 roku w Sofii w Bułgarii.

## Styl klasyczny

### Medaliści
| Konkurencja | Złoto               | Srebro              | Brąz                                     |
| ----------- | ------------------- | ------------------- | ---------------------------------------- |
| -55 kg      | Rövşən Bayramov     | Zaur Kuramagomiedow | Kristijan Fris Vüqar Rəhimov             |
| -60 kg      | Eusebiu Diaconu     | Stig André Berge    | Suren Heworkian Jarkko Ala-Huikku        |
| -66 kg      | Nikołaj Gergow      | Ołeksandr Chwoszcz  | Marcus Thätner Refik Ayvazoğlu           |
| -74 kg      | Manuczar Kwirkwelia | Reto Bucher         | Michaił Iwanczenko Valdemaras Venckaitis |
| -84 kg      | Aleksiej Miszyn     | Jan Fischer         | Andrea Minguzzi Mélonin Noumonvi         |
| -96 kg      | Ramaz Nozadze       | Jimmy Lidberg       | Wasilij Tiepłouchow Balázs Kiss          |
| -120 kg     | Chasan Barojew      | David Vála          | Jalmar Sjöberg İsmail Güzel              |

### Tabela medalowa
| Lp. | Państwo     | Złoto | Srebro | Brąz |
| --- | ----------- | ----- | ------ | ---- |
| 1   | Rosja       | 2     | 1      | 2    |
| 2   | Gruzja      | 2     | 0      | 0    |
| 3   | Bułgaria    | 1     | 0      | 0    |
| 4   | Rumunia     | 1     | 0      | 0    |
| 4   | Azerbejdżan | 1     | 0      | 0    |
| 6   | Ukraina     | 0     | 1      | 2    |
| 7   | Niemcy      | 0     | 1      | 1    |
| 7   | Szwecja     | 0     | 1      | 1    |
| 9   | Szwajcaria  | 0     | 1      | 0    |
| 9   | Norwegia    | 0     | 1      | 0    |
| 9   | Czechy      | 0     | 1      | 0    |
| 12  | Turcja      | 0     | 0      | 2    |
| 13  | Serbia      | 0     | 0      | 1    |
| 13  | Finlandia   | 0     | 0      | 1    |
| 13  | Litwa       | 0     | 0      | 1    |
| 13  | Włochy      | 0     | 0      | 1    |
| 13  | Francja     | 0     | 0      | 1    |
| 13  | Węgry       | 0     | 0      | 1    |

## Styl wolny

### Medaliści
| Konkurencja | Złoto                       | Srebro             | Brąz                                         |
| ----------- | --------------------------- | ------------------ | -------------------------------------------- |
| -55 kg      | Biesik Kuduchow             | Marcel Ewald       | Radosław Welikow Sezer Akgül                 |
| -60 kg      | Wasyl Fedoryszyn            | Anatolie Guidea    | Gergő Wöller Murad Ramazanow                 |
| -66 kg      | Albiert Batyrow             | Irbiek Farnijew    | Serafim Byrzakow Ramazan Sahin               |
| -74 kg      | Machacz Murtazalijew        | Gela Saghiraszwili | Çamsulvara Çamsulvarayev Emzarios Bendinidis |
| -84 kg      | Gieorgij Kietojew           | Taras Dańko        | Árpád Ritter Serhat Balcı                    |
| -96 kg      | Szyrwani Muradow            | Rusłan Szejchow    | Szamil Gitinow Giorgi Gogszelidze            |
| -120 kg     | Kuramagomied Kuramagomiedow | Serhij Priadun     | Aleksi Modebadze Fatih Çakıroğlu             |

### Tabela medalowa
| Lp. | Państwo            | Złoto | Srebro | Brąz |
| --- | ------------------ | ----- | ------ | ---- |
| 1   | Rosja              | 5     | 1      | 0    |
| 2   | Ukraina            | 1     | 2      | 0    |
| 3   | Białoruś           | 1     | 1      | 0    |
| 4   | Gruzja             | 0     | 1      | 2    |
| 5   | Bułgaria           | 0     | 1      | 2    |
| 6   | Niemcy             | 0     | 1      | 0    |
| 7   | Turcja             | 0     | 0      | 4    |
| 8   | Węgry              | 0     | 0      | 2    |
| 9   | Macedonia Północna | 0     | 0      | 1    |
| 9   | Azerbejdżan        | 0     | 0      | 1    |
| 9   | Grecja             | 0     | 0      | 1    |
| 9   | Armenia            | 0     | 0      | 1    |

## Kobiety

### Medalistki
| Konkurencja | Złoto               | Srebro               | Brąz                                 |
| ----------- | ------------------- | -------------------- | ------------------------------------ |
| -48 kg      | Łorisa Oorżak       | Francine De Paola    | Sofia Mattsson Brigitte Wagner       |
| -51 kg      | Zamira Rachmanowa   | Estera Dobre         | Emese Barka María Serrano            |
| -55 kg      | Natalja Golc        | Natalija Synyszyn    | Anna Gomis Sofia Pumburidu           |
| -59 kg      | Ida-Theres Karlsson | Marianna Sastin      | Galina Legionkina Anna Zwirydowska   |
| -63 kg      | Stefanie Stüber     | Alona Kartaszowa     | Monika Michalik Hanna Wasyłenko      |
| -67 kg      | Anna Połowniewa     | Kateryna Burmistrowa | Maria Müller Irina Cyrkewicz         |
| -72 kg      | Stanka Złatewa      | Switłana Sajenko     | Giuzel Maniurowa Agnieszka Wieszczek |

### Tabela medalowa
| Lp. | Państwo   | Złoto | Srebro | Brąz |
| --- | --------- | ----- | ------ | ---- |
| 1   | Rosja     | 4     | 1      | 2    |
| 2   | Niemcy    | 1     | 0      | 2    |
| 3   | Szwecja   | 1     | 0      | 1    |
| 4   | Bułgaria  | 1     | 0      | 0    |
| 5   | Ukraina   | 0     | 3      | 1    |
| 6   | Węgry     | 0     | 1      | 1    |
| 7   | Włochy    | 0     | 1      | 0    |
| 7   | Rumunia   | 0     | 1      | 0    |
| 9   | Polska    | 0     | 0      | 3    |
| 10  | Szwecja   | 0     | 0      | 1    |
| 10  | Hiszpania | 0     | 0      | 1    |
| 10  | Francja   | 0     | 0      | 1    |
| 10  | Grecja    | 0     | 0      | 1    |
| 10  | Białoruś  | 0     | 0      | 1    |